# روابط ایران و اوگاندا
روابط دو جانبۀ دو کشور ایران و اوگاندا از سال ۱۳۵۳ خورشیدی آغاز شد ولی به تأسیس نمایندگی نَینجامید؛ اما بعد از انقلاب ایران و با توجه به سیاست‌های ایران به منظور گسترش روابط با کشورهای آفریقایی و گسترش دین اسلام ارتباط با اوگاندا فعال شد که غالباً با اختصاص اعتبارهای مالی و کمک‌های اقتصادی  به این کشور همراه بوده‌ است. در سال ۱۳۶۸ سفیر ایران در کنیا به عنوان سفیر آکردیته در اوگاندا معرفی شد و در سال ۱۳۷۶ سفارت جمهوری اسلامی ایران در سطح کاردار و دو سال بعد در سطح سفیر ارتقا پیدا کرد.
اوگاندا حدود ۴۳ میلیون جمعیت دارد. ۸۵ درصد مردم این کشور مسیحی و ۱۲ درصد مسلمان هستند که تنها ۷ درصد از مسلمانان این کشور پیرو مذهب شیعه هستند. سه رئیس جمهور ایران از اوگاندا دیدار کرده‌اند و در پاسخ به این سفرها نیز رئیس جمهور اوگاندا، یووری موسونی، چهار بار به ایران سفر کرده‌ است.
ایران در اوگاندا سفارت و یک رایزنیِ فرهنگی دارد. سفیر جدید كشور اوگاندا محمد تزیكوبا كیسامبیرا است. عطیه تزیكوبا كیسامبیرا دختر سفیرِ اوگاندا در ایران نیز از فعالان عرصه خیریه در ایران به حساب می‌آید.

## روابط سیاسی
در سال ۱۳۷۵ رئیس‌جمهور وقت ایران، هاشمی رفسنجانی از کشور اوگاندا دیدار کرد.
در سال ۱۳۸۴ رئیس‌جمهور وقت ایران، سید محمد خاتمی از کشور اوگاندا دیدار کرد.
در اردیبهشت سال ۱۳۸۸ رئیس‌جمهور اوگاندا، موسوینی، که به ایران سفر کرده بود با هیئت همراه خود با محمود احمدی‌نژاد رئیس‌جمهور وقت ایران دیدار کرده و در زمینه‌های مختلف ارتقای همکاری‌های دو کشور را مورد تبادل نظر قرار داده و هر دو طرف خواستار ارتقا این روابط شدند.
در سال ۱۳۸۹، رئیس‌جمهور وقت ایران، محمود احمدی‌نژاد از کشور اوگاندا دیدار کرد.
در شهریور ۱۳۹۱ رئیس‌جمهور اوگاندا، موسوینی، بمنظور شرکت در اجلاس کشورهای عدم تعهد برای بار چهارم از ایران سفر کرد.
در سال ۱۳۹۲ ربکا کاداگا رئیس مجلس اوگاندا به همراه معاون رئیس‌جمهور اوگاندا، ادوارد سکاندی، در رأس یک هیئت پارلمانی در اجلاس بین‌‌المجالس که در تهران برگزار شد شرکت کرد و با مقامات ایران دیدار و گفتگو کرد.
در خرداد ۱۳۹۳ رئیس کمیسیون امنیت ملی و سیاست خارجی مجلس اوگاندا در اجلاس دوستان سوریه در تهران شرکت کرد.
در خرداد ۱۳۹۳ وزیر دادگستری اوگاندا در اجلاس روز آفریقا در تهران شرکت کرد.
محمد جواد ظریف در بهمن ماه ۱۳۹۳ به همراه یک هیئت اقتصادی به اوگاندا سفر کرد و با رئیس‌جمهور و دیگر مقامات این کشور دیدار کرد. در این سفر یادداشت تفاهم همکاری‌های دو جانبه مشورتی بین دو کشور به امضا رسید.
در اسفندماه ۱۳۹۵ در حاشیه ششمین کنفرانس بین‌المللی حمایت از فلسطین در تهران، رئیس‌جمهور ایران، حسن روحانی، با رئیس مجلس اوگاندا، ربکا کاداگا، دیدار کرد. در این دیدار روحانی روابط ایران و اوگاندا را رو به جلو ادنست و از توسعه روابط بین دو کشور استقبال کرده و اظهار علاقه کرد که بستر حضور شرکت‌های ایرانی در اوگاندا با تقویت همکاری‌های بانکی بایستی مهیا شود.
در مرداد ماه ۱۳۹۶ معاون اول نخست وزیر اوگاندا بمنظور شرکت در مراسم تحلیف ریاست جمهوری ایران، حسن روحانی، به ایران سفر کرد و با معاون اول ریاست جمهوری ایران، اسحاق جهانگیری دیدار کرد.
در سال ۱۳۹۷ محمد جواد ظریف به همراه یک گروه اقتصادی به اوگاندا سفر کرد و با رئیس جمهور اوگاندا دیدار کرد و بیمارستان ایرانی را در اوگاندا افتتاح کرد

## روابط امنیتی
در مهرماه ۱۳۹۳ فرمانده وقت نیروی انتظامی ایران، احمدی مقدم، به همراه یک هیئت به اوگاندا سفر کرده و با مقامات این کشور دیدار کرد و از توانایی‌های پلیس اوگاندا بازدید کردند.

## روابط فرهنگی
رایزن فرهنگی ایران در اوگاندا در سال ۱۳۹۱ افتتاح شد و هدف آن توسعه روابط فرهنگی بین دو کشور بود. یکی دیگر از برنامه‌های مهم رایزنی توسعه روابط دانشگاهی و مؤسسات علمی می‌باشد. همچنین راه اندازی کلاس‌های آموزش زبان فارسی برای هنرجویان، برگزاری مراسم مذهبی و دینی، فرستادن افراد علمی، فرهنگی و دانشگاهی و مذهبی به ایران برای شرکت در مراسم‌ها و رویدادهای مهم ایران، فرستادن دانشجویان مساعد بورسیه ای به ایران از دیگر فعالیت‌های رایزن فرهنگی است.
در اوایل فروردین ماه سال ۱۳۹۴ اعرافی رئیس جامعة المصطفی یک سفر چند روزه به اوگاندا داشت و از مجموعه المصطفی در این کشور بازدید کرد و با تنی چند از مقامات فرهنگی، علمی و مذهبی این کشور دیدار و گفتگو کرد.
در تیرماه ۱۳۹۶ با همکاری رایزنی فرهنگی ایران در اوگاندا، مسابقه قرآنی شبکه رادیویی بلال در اوگاندا با شرکت ۷۰ دانش آموز دختر و پسر در مقطع ابتدایی بمدت ۲۰ روز برگزار شد. در این مسابقات رایزن فرهنگی ایران علی بختیاری، شیخ شعبان رمضان، مفتی اوگاندا، مدیر رادیو بلال، موسی موگری، مدیر شبکه تلویزیونی سلام تی وی و رادیو پیرل، کریم کلیسا و تعدادی از شیوخ و علمای اهل سنت برگزار شد.

## روابط اقتصادی
در بهمن ماه ۱۳۷۱ شرکت تعاونی سازندگان ماشین آلات و ادوات کشاورزی خراسان، پنجاه دستگاه ادوات کشاورزی به مبلغ ۳۰ هزار دلار به کشور اوگاندا صادر کرد.
در آبانماه ۱۳۸۱ ایران در نمایشگاه غیرنفتی اوگاندا در شهر کامپالا شرکت کرد و قائم مقام وزیر بازرگانی ایران که در مراسم گشایش نمایشگاه شرکت کرده بود شرکت در نمایشگاه‌های آفریقا را برای ایران یک اولویت اعلام کرده بود.
در مرداد ۱۳۹۶ در دیدار معاون وزیر صنعت و تجارت اوگاندا با وزیر بازرگانی ایران، مبلغ ده میلیون دلار به اوگاندا برای خرید کالاهای ایرانی به صورت اعتباری پرداخت شد. اوگاندا یکی از کشورهای مورد نظر ایران برای سرمایه‌گذاری است.
در تیر ۱۴۰۲ رئیسی دفتر نوآوری و فناوری ایران در اوگاندا را افتتاح کرد.
به گزارش رویترز به دنبال حضور رئیس جمهور ایران در این کشور در تیر ۱۴۰۲ مذاکرات برای ساخت یک پالایشگاه ۶۰ هزار بشکه‌ای در اوگاندا صورت گرفته است.
مزرعه کشت فراسرزمینی ایران در اوگاندا وجود دارد.